# 达利博尔·巴加里奇
达利博尔·巴加里奇（1980年2月7日—），克罗地亚职业篮球运动员，曾效力于美国NBA联盟。他在2000年的NBA选秀中第1轮第24顺位被芝加哥公牛选中。